# Brasserie Van Roy Wieze
La brasserie Van Roy (renommée Brasserie Het Anker Wieze en 1997) était une brasserie située à Wieze dans la province de Flandre-Orientale, fondée en 1866 et fermée en 1997.

## Histoire

### Fondation
En 1866, Pieter Jozef Van Roy, agriculteur, fonde une nouvelle brasserie.  À Wieze, on trouvait déjà les brasseries Callebaut (1850-1976), Van Langenhove et Wagon (1899-1950). Ces brasseries écoulaient principalement leur production en vente directe (en fûts pour les tavernes et en bouteilles avec bouchon à muselière pour les particuliers).

### Développement
En 1907, son fils Raymond, également bourgmestre de Wieze, prend la relève. Malgré les deux guerres mondiales (réquisition du cuivre des cuves durant la première, indisponibilité des matières premières durant la seconde), il développe l'entreprise. 
Son frère Arthur épouse Henriette De Mesmaecker et devient maitre brasseur de la brasserie de Hoorn, qui deviendra la brasserie Palm.
En 1952, à la suite du décès de leur père Raymond, Jan et Willy Van Roy reprennent le flambeau et fabriquent une pils afin de suivre la tendance. La brasserie emploie 370 personnes et produit 120.000 hectolitres par an, notamment des bières « à façon » en marque de distributeur (Cara pils, GB-Pils...).

### Oktoberfeesten
En 1956, la brasserie décide d'organiser un événement inspiré des fêtes de la bière munichoise (Oktoberfest). 
La première édition dure 9 jours et rassemble 30.000 visiteurs. Forte de ce succès, la brasserie fait construire une salle de 4 800 m2, utilisée dès l'édition de 1957. Cette salle sera agrandie en 1965 et 1966. La fréquentation culminera aux alentours de 300.000 visiteurs pour des festivités étalées sur une période de 2 semaines.
La dernière édition sous la houlette de la brasserie Van Roy se tient en 1987. 
L'évènement renait en 2018, la salle étant entretemps devenue une entreprise indépendante sous le nom d'Oktoberhallen. L'événement attire quelques milliers de personnes sur deux jours. Il sera annulé en 2020 (en raison du Covid-19), et en 2023 (faute d'un nombre suffisant de préventes).

### Difficultés
Au début des années 1990, la brasserie rencontre les difficultés du secteur en contraction. Par rapport aux deux brasseurs du pays (Stella Artois et Piedbœuf), qui brassent plus de 2.000.000 d'hectolitres annuels chacun, la brasserie Van Roy a du mal à conserver son réseau de distribution. La fusion des deux géants (ainsi que celle d'Alken et de Maes), couplée à de nombreuses absorptions, n'arrange rien.  
La grande distribution - confrontée à la monté en puissance du hard-discount - comprime ses marges et finit par relocaliser ses contrats sous marque de distributeur auprès de brasseries plus grandes, capables de proposer de meilleurs prix.  
En 1994, la brasserie Van Roy est déclarée en faillite. 

### Derniers soubresauts et renaissance
Une nouvelle entreprise Wieze Het Anker est aussitôt mise sur pied avec des ambitions réduite : une cinquantaine de salariés et une production espérée de 30.000 hectolitres. L'aventure durera 3 ans.  
La brasserie de Haacht rachète le solde des actifs, dont les contrats en cours et les marques. Les bâtiments sont cédés à un investisseur immobilier ; il les démantèle en 2001. 
Une nouvelle brasserie Wieze (brouwerij Wieze) est créée en 2009 par Ronny De Wolf. Il a racheté la marque et son logo à la brasserie de Haacht. Les infrastructures et la production sont plus confidentielles (quelques milliers d'hectolitres par an). L'aventure se termine en 2013.  
La marque est alors rachetée par Wieze Beer Belgium qui fait brasser une triple dès 2014, dans un premier temps par la brasserie Roman. En 2017, c'est au tour de la brasserie De Brabandere de s'y associer. Ce duo est à l'origine du projet de relance de l'Oktoberfeest à Wieze en 2018. 

## Production

### Brasserie Van Roy

#### En marque propre
- Anker[7]
- Pale Ale Van Roy
- Royal Type
- Scotch 1866
- Stout Van Roy
- Upper 19
- Wieze Christmas
- Wieze Extra
- Wieze Export
- Wieze Faro
- Wieze Kriek
- Wieze Pils
- Wieze Salvator

#### À façon
- Cara Pils
- Class Pils
- Dorp Pils
- Frissing Pils
- GB Pils
- Gluck Pils
- Interpils Pils
- Karl Pils
- Kriek "Vieux Bruxelles"
- Sandersput
- Ypra (Vermeulen)
- Maverick lager

## Wieze Beer Belgium
- Wieze Triple (nl) - Blonde, 8%
- Wieze Triple - Brune sucrée, 8%
- Wieze Christmas Triple Hop (nl), 8%